# رونالد لارنس هیوز
رونالد لارنس هیوز (انگلیسی: Ronald Laurence Hughes; ۱۷ سپتامبر ۱۹۲۰ – ۲ فوریهٔ ۲۰۰۳) فرد نظامی اهل استرالیا بود. وی همچنین برندهٔ جوایزی همچون نشان امپراتوری بریتانیا شده‌است.